# وادي فيرا (إقليم)
وادي فيرا هو إقليم من ضمن 23 إقليم لدولة تشاد. عاصمته هي مدينة بلتن. الإقليم يتوافق مع محافظة بيلتين السابقة.

## جغرافية

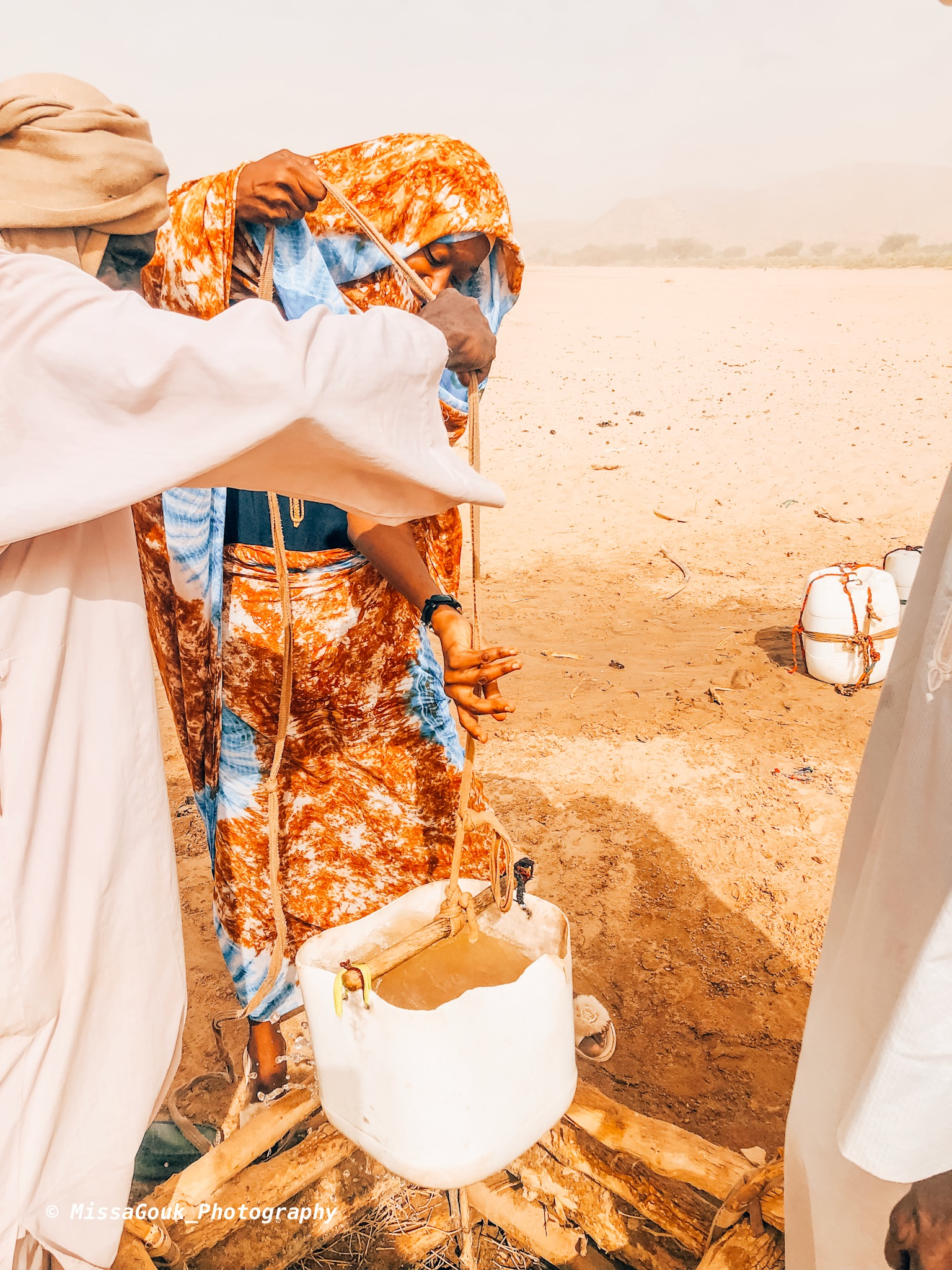
الماء، سلعة بدائية ولكنها نادرة في تشاد

تحد المنطقة من إقليم بوركو وإقليم إينيدي الغربية وإنيدي من الشمال، والسودان من الشرق، وإقليم واداي من الجنوب، وإقليم البطحة من الغرب. تتميز التضاريس بالسافانا التي تندمج في الصحراء الكبرى في الشمال، وترتفع إلى الشرق.

### المستوطنات
بلتن هي عاصمة المنطقة؛ كبرى المستوطنات الأخرى تشمل غيريدا, عريبا و متاجانا.

## التركيبة السكانية
حسب تعداد تشاد لعام 2009، بلغ عدد سكان وادي فيرا 508383 نسمة. المجموعات العرقية اللغوية الرئيسية هي أمدانغ، البقارة (عموما المتحدثين التشادية العربية )، مابا، ماراريت، التاما والزغاوة.

## التقسيمات
تنقسم منطقة وادي فيرا إلى ثلاثة محافظات، كل منها مدرجة باسم عاصمتها أو مدينتها الرئيسية ( مركز إداري) وقائمة من المحافظات الفرعية.
| محافظة   | العاصمة (مركز إداري) | محافظات الفرعية                |
| -------- | -------------------- | ------------------------------ |
| بيلتين   | بيلتين               | أم زور، عرادة، بيلتين، ماتا    |
| دار طاما | غيريدا               | غيرادا، كولونجا، سيريم بيرك    |
| كوبي     | اريبا                | إريبا، ماتاجانا، تيني جاغارابا |